# 질 에이브럼슨

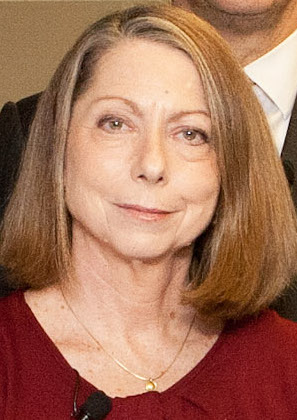
질 에이브럼슨

질 엘런 에이브럼슨(영어: Jill ellen Abramson, 1954년 3월 19일 ~ )는 미국의 기업인으로, 뉴욕 타임스의 편집국장이다. 포보스에서 2012년 발표한 세계에서 가장 영향력 있는 여성에서 5위를 차지하였다.